# Раян Мендіш
Раян Мендіш (порт. Ryan Mendes, нар. 8 січня 1990, Фогу) — кабовердійський футболіст, нападник клубу «Ан-Наср» і національної збірної Кабо-Верде.

## Клубна кар'єра
Народився 8 січня 1990 року на кабовердійському острові Фогу. Займався футболом у школі місцевого клубу «Батукуе».
У дорослому футболі дебютував 2008 року у Франції виступами за команду клубу «Гавр», в якій провів чотири сезони, взявши участь у 93 матчах чемпіонату. Більшість часу, проведеного у складі «Гавра», був основним гравцем атакувальної ланки команди.
До складу клубу «Лілль» перейшов 31 серпня 2012 року. За чотири з половиною роки відіграв за команду з Лілля 74 матчі в усіх змаганнях і забив 9 голів. У сезоні 2015/16 грав на правах оренди в команді англійського Чемпіоншипа «Ноттінгем Форест».
31 січня 2017 Мендіш перейшов до турецького «Кайсеріспора» на правах вільного агента. У сезоні 2017/18 став гравцем основного складу клубу. Загалом відіграв за турецьку команду 46 матчів у всіх змаганнях та відзначився 8 забитими м'ячами.
2 липня 2018 перейшов до ОАЕ, де приєднався «Шарджа», що заплатив 1,5 мільйона євро за трансфер кабовердійця.

## Виступи за збірні
У 2006 році дебютував у складі юнацької збірної Кабо-Верде, взяв участь у 9 іграх на юнацькому рівні, відзначившись 2 забитими голами. У 2007 році залучався до складу молодіжної збірної Кабо-Верде. На молодіжному рівні зіграв у 8 офіційних матчах, забив 1 гол.
У 2010 році дебютував в офіційних матчах у складі національної збірної Кабо-Верде. Станом на 17 грудня 2019 провів у формі головної команди країни 40 матчів, забивши 8 голів.
У складі збірної був учасником Кубка африканських націй 2013 року у ПАР, Кубка африканських націй 2015 року в Екваторіальній Гвінеї.

## Титули і досягнення
- Чемпіон Саудівської Аравії (1):

«Шарджа»: 2018-19
- Володар Суперкубка ОАЕ (1):

«Шарджа»: 2019